# Juanjo Javierre
Juan José Javierre Acín (nacido en Huesca, 1968) es un compositor, teclista, productor y cantante español. Es conocido principalmente por sus trabajos en la banda de garage rock, Mestizos, y por su posterior trayectoria como compositor de las exitosas comedias cinematográficas Fuera de carta, Que se mueran los feos y Villaviciosa de al lado del director Nacho G. Velilla. Además está considerado como uno de los pioneros de la moderna dance music en España con sus proyectos Soul Mondo y Nu Tempo.

## Filmografía

### Como director y guionista
- 2009 - Black Lulu (cortometraje)
- 2007 - España baila (TV)

### Como compositor
- 2025- Asuntos internos
- 2024- Menudas piezas
- 2022- Mañana es hoy
- 2020 - Armugan
- 2019 - La caza. Monteperdido
- 2019 - Perdiendo el Este
- 2019 - No Manches Frida 2
- 2016 - Villaviciosa de al lado
- 2016 - No manches Frida
- 2015 - Perdiendo el norte
- 2011 - Los Quién (serie de TV)
- 2011 - No lo llames amor... llámalo X
- 2010 - Que se mueran los feos
- 2010 - Il mondo mio (cortometraje)
- 2009 - Black Lulu (cortometraje)
- 2009 - Daniel's Journey
- 2008 - Fuera de carta
- 2007 - España baila (TV)

## Discografía

### ConMestizos
- 1986 - Por el día y por la noche (Discos DRO)
- 1987 - La pócima del amor (Discos DRO)
- 1991 - Qué pasa en la calle (La Fábrica Magnética)
- 2008 - Ya es hora de regresar (Producciones sin/con Pasiones)

### Con Soul Mondo
- 1995 - Explorando en el planeta Gumbo (Fonomusic)
- 1997 - Nada malo en la casa (Fonomusic)

### Con Profesor Somno
- 1999 - Rewiev (Revel-de)

### Con Nu Tempo
- 2000 - Rumbo a nuevas islas (So Dens)

### Como Juanjo Javierre
- 2005 - Primera vuelta completa (Grabaciones en el Mar)
- 2010 - Que se mueran los feos, BSO (Grabaciones en el Mar)

## Premios
Festival de Málaga
| Año  | Categoría                                         | Película               | Resultado |
| ---- | ------------------------------------------------- | ---------------------- | --------- |
| 2010 | Biznaga de Plata a la mejor banda sonora original | Que se mueran los feos | Ganador   |

Premios Simón
| Año  | Categoría                   | Película             | Resultado |
| ---- | --------------------------- | -------------------- | --------- |
| 2024 | Mejor banda sonora original | Cazando lo invisible | Nominado  |

- Best Music Award en el Tallinn Black Nights Film Festival 2020 por Armugan
- Premio a la mejor música original en la SCIFE 2016 por Rewind
- Premio Antón García Abril a la mejor música original en la SCIFE 2015 por Emprendedores ´014
- Premio Antón García Abril a la mejor música original en la SCIFE 2009 por Daniel's Journey
- Premio a la mejor ambientación musical en el Festival Memorimage 2008 por España baila
- Premio a la mejor banda sonora original en el Festival Cheste Spanta 2010 por Il mondo mio
- Premio Especial en los VII Premios de la Música Aragonesa 2006

## Trayectoria

### Inicios
El año 1984 en Huesca funda junto con Ernesto Rodellar (bajo), Fernando Lozano (batería), José Antonio Machuca (guitarra) y José Ramón Oto (guitarra y saxofón) el grupo alter punk Ejercicios Espirituales que pasó a llamarse Mestizos a partir del verano de 1985.

### Etapa rock latino (1985-1992)
Ya con el nombre de Mestizos,y con Javierre como cantante, teclista y principal compositor, inician una precoz carrera discográfica. Producidos por Ramón Godes, productor y guitarrista de los míticos Coyotes, editan dos discos en la compañía DRO: Por el día y por la noche y La Pócima del Amor. El primero es un mini-LP de garage rock que incorpora elementos del tex-mex y de música latina donde destaca su himno generacional Está en el aire que contiene el verso “los chicos de provincias somos así” que inspiró título el documental homónimo dirigido por Orencio Boix. Del segundo álbum, algo más orientado al pop se extrajeron los sencillos La Pócima del Amor y Sentirse bien. Ambos discos, por su variedad rímica y por la mezcla desprejuiciada de estilos, antecedían en más de una década el movimiento que significativamente fue conocido como rock mestizo.
Qué pasa en la calle editado en 1991 por La Fábrica Magnética mantiene ese gusto por la clash cultura y tiene como novedad la introducción de ritmos e instrumentos electrónicos. Influidos por las técnicas lo-fi en el uso de la tecnología propios de la cultura hip hop o del raï argelino, Mestizos introducen los ordenadores y cajas de ritmos en su trabajo de despedida.

### Etapa electrónica (1993-2001)
A comienzos de los años noventa y tras la disolución de Mestizos, centra de lleno su trabajo en la experimentación electrónica, siendo uno de los introductores en España de la moderna dance music.
Con su proyecto Soul Mondo edita en 1995 un CD Explorando en el planeta Gumbo en el sello Fonomusic. De este álbum se extrae el sencillo Canción del Girasol, que como el resto del disco es una amalgama de electrónica ciberdélica y canción pop. Su segundo trabajo Nada malo en la casa (1997), mezclado en los estudios Matriz de Londres y publicado también en Alemania, Suiza y Austria, contiene varios temas en los que los ritmos house y el dub se fusionan con las poliritmias de la santería cubana. En esta época comienza su colaboración con la cantante y pianista cubana Ludmilla Mercerón. De Nada malo en la casa se extrae el sencillo En el paraíso y el maxi CD Tremendo de Remixes que incluye remezclas de los británicos Transglobal Underground. Actúa en Ars futura (Círculo de Bellas Arte de Madrid), y en los festivales Pirineos Sur de Huesca y La Mar de Músicas de Cartagena.
Con su nuevo alterego, Profesor Somno, dedicado exclusivamente al downtempo publica en 1999 el álbum Review con el sello madrileño Revel-de, disco que desde la óptica del retrofuturismo describía a base de instrumentales pasajes y recuerdos de infancia. Con ese nombre actúa entre en el Festival Groove Parade de Fraga y en el Sonar de Barcelona.
El 2000 publica bajo la etiqueta SoDens y con distribución Universal el CD Rumbo a nuevas islas de Nu Tempo, un proyecto en el que se acentúa el protagonismo de Ludmilla Mercerón, y con ella la presencia de ritmos cubanos. El disco incluye dos boleros que además se editaron como singles: Islas (canción que estuvo en múltiples listas de lo mejor del año) y Los restos del naufragio. En 2001 participa con esta formación en el festival itinerante Global Dance, en el Festival de pop Roskilde (Dinamarca), en el festival de world music Sfinks (Amberes) y en la feria internacional Womex (Róterdam).

### Década 2000
Tras varios años dedicado a la programación de festivales y a sus trabajos para el audiovisual, en 2006 publica Primera vuelta completa, un recopilatorio de las mejores canciones de sus veinte años de carrera, que incluye lo mejor de su songbook tanto para Mestizos, como para Soul Mondo y Nu Tempo. Curiosamente una de las dos únicas nuevas composiciones del álbum obtiene el premio a la mejor canción del año en los Premios de la Música Aragonesa de ese año.
Coincidiendo con el 20 aniversario del lanzamiento del su primer disco, Mestizos se reúnen en diciembre de 2006 para una actuación en la sala La Casa del Loco de Zaragoza, concierto que se repitió en agosto de 2007 en la sala Jai Alai de Huesca, esta vez junto con la formación original de la banda Coyotes. Este último concierto quedó registrado en un CD-DVD titulado Ya es hora de regresar (Producciones sin/con Pasiones, 2008).

### Trabajos audiovisuales
Paralelamente a su carrera pop, Juanjo Javierre a mediados de los 90 comienza una trayectoria como compositor para el audiovisual que continúa hasta la actualidad.
En sus comienzos sus composiciones se desarrollan principalmente en el género documental. De entre los numerosos trabajos en ese campo destacan Montañas de ayer de Jesús Bosque y Guillermo Campo (película premiada en el festival de Banff) y la serie para Aragón Televisión Camino natural del Ebro. En sus estudios ha puesto música a decenas de spots y cortometrajes, así como a instalaciones de arte sonoro como Oratorio para el quinto perro (CDAN, 2007) o Black Lulu (instalación codirigida junto al realizador Ramón Día para Sala Caja Madrid Zaragoza, 2009)
Escribe y dirige junto a Marta Javierre el documental España baila para la productora Sagrera TV, coproducido por la cadenas ARTE, TV3, TVE y programado en el In-Edit 2008.
Su primera banda sonora para un largometraje es la ópera prima de Nacho García Velilla Fuera de carta (Mediapro, 2007) con el que repite en la exitosa Que se mueran los feos (Antena 3 Films, 2010) trabajo premiado con la Biznaga a la mejor banda sonora en el Festival de Málaga de Cine Español. Continuando con sus trabajos en comedia, el año 2011 compone la banda sonora para No lo llames amor... llámalo X, debut en la gran pantalla del guionista televisivo Oriol Capell. Este mismo año escribe la sinfonía y la música incidental de la primera temporada de la serie Los Quién, emitida ese mismo año en Antena 3 Televisión. Su trabajo más reciente es la banda sonora de la actualmente en cartelera Villaviciosa de al lado (Producciones Aparte, Atresmedia Cine, 2016).

### Otros trabajos
Desde el año 2000 hasta el 2009 dirige, junto a Luis Lles, el Festival Periferias de Huesca, festival temático de periodicidad anual. Durante 6 años fue el coordinador del área de música del ArtLab Huesca.